# Pourridié
Carie des racines
Le pourridié, appelé aussi carie des racines au Québec, est le nom générique d'une maladie des végétaux ligneux causée par certains champignons lignivores qui entraînent la décomposition du bois des racines des arbres, arbustes et arbrisseaux (pourriture racinaire), ou des attaques du cambium au niveau du collet. Agents de dégradation du bois, ces parasites sont responsables de la pourriture du bois et provoquent une diminution de croissance des arbres, parfois leur mort.
Certains champignons peuvent anneler les arbres au collet et causer leur mort quand d'autres causent une carie de la souche et du tronc. Les arbres affectés par un pourridié sont souvent renversés par le vent. Différents types existent à l'instar du pourridié-agaric causé par les Armillaria telles que l'Armillaire couleur de miel ou le pourridié-collybie causé par des Collybia telles que la Collybie à pied en fuseau.
Le terme « pourridié » est emprunté à la fin du XIXe siècle au provençal, pourridié, poiridier, terme attesté vers 1245 qui signifie « pourriture ». L'expression « carie de racine » (traduit en anglais sous le vocable root decay) est aussi utilisée par opposition à « carie du tronc » (stem decay ou trunk rot).
Robert Hartig, le père de la pathologie forestière, est le premier à décrire en 1882 une carie des racines due à l'action du Polypore du pin.